# Storsandören
Storsandören, finska: Iso Hietasaari är en ö i Finland. Den ligger i Bottenviken och i kommunen Jakobstad i den ekonomiska regionen  Jakobstadsregionen i landskapet Österbotten, i den nordvästra delen av landet. Ön ligger omkring 84 kilometer nordöst om Vasa och omkring 410 kilometer norr om Helsingfors.
Öns area är 30,5 hektar och dess största längd är 1 kilometer i nord-sydlig riktning. I omgivningarna runt Storsandören växer i huvudsak barrskog.